# Daihatsu Fellow

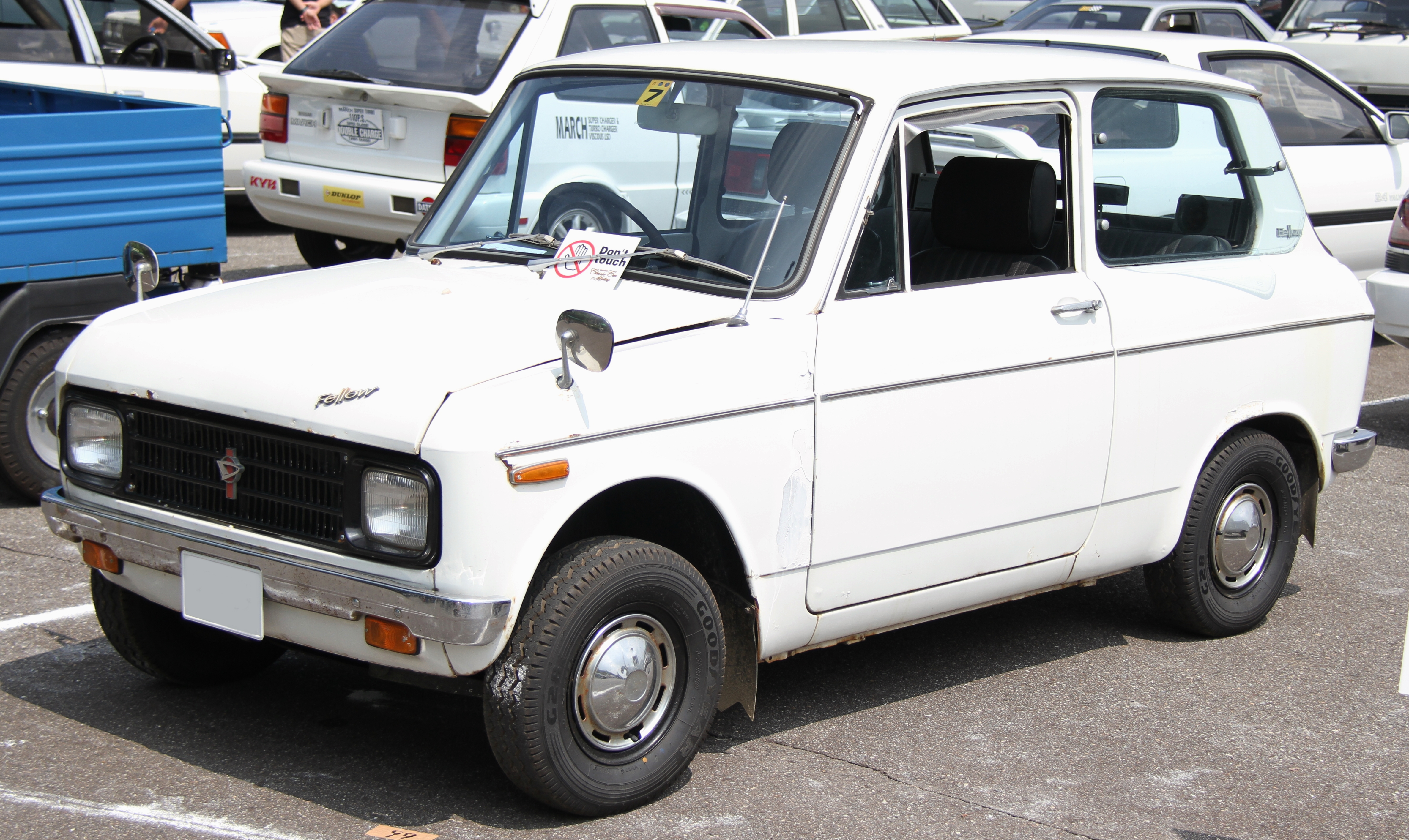
Daihatsu Fellow (L37)

De Daihatsu Fellow (interne typeaanduiding L37) was een stadsauto of kei car van de Japanse fabrikant Daihatsu.

## Geschiedenis

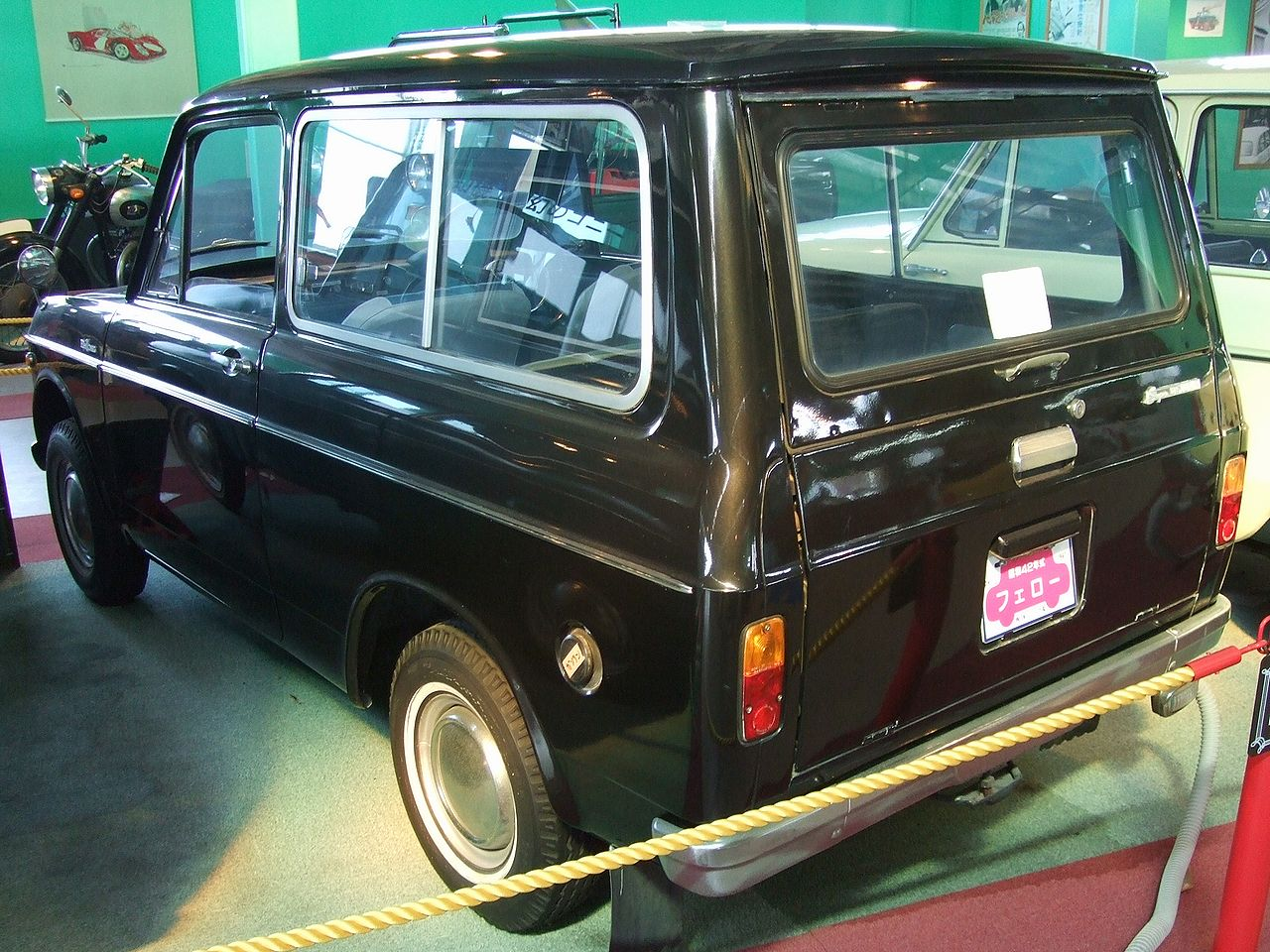
Daihatsu Fellow Van

Eind 1966 introduceerde Daihatsu de Fellow, ook bekend als Daihatsu 360 op exportmarkten. Oorspronkelijk alleen verkrijgbaar in DeLuxe- en Super DeLuxe-uitrustingsniveaus, verscheen begin 1967 ook een standaardversie. De Fellow was ook verkrijgbaar als stationcar (Fellow Van), als kleine pick-up en als bestelwagen vanaf medio 1967.
De voorganger L35 had nog de naam Hijet en was er in een bedrijfs- en personenautovariant. Toen er bovendien een frontstuurcabinevariant van de L35 op de markt kwam, besloot Daihatsu om voor de volgende generatie voertuigen de personenautomodellen op de markt te brengen als Fellow en de bedrijfswagens als Hijet.
De Fellow was conventioneel gebouwd met een voorin gemonteerde motor en achterwielaandrijving. Hij had een 23 pk-versie van de 356 cc watergekoelde "ZM"-tweetaktmotor uit de Hijet en een handgeschakelde vierversnellingsbak. De motor met mengsmeerautomaat ("Oil-Matic") woog slechts 58 kg. De Fellow was de eerste Japanse auto met rechthoekige koplampen.
Als gevolg van Honda's 31 pk sterke N360 die begin 1967 werd geïntroduceerd, brak een kei car pk-oorlog uit. De reactie van Daihatsu, de Fellow SS, werd gepresenteerd op de Tokyo Motor Show in oktober 1967 maar kwam pas in juni 1968 op de markt. De SS met 32 pk kon de sprint van 0-400 meter in 21,2 seconden doen.
De Fellow kreeg een kleine facelift in oktober 1967, waarbij een nieuw dashboard en stuurwiel het meest opvallend waren. Een andere kleine wijziging werd in januari 1969 gepresenteerd met een vaste hoofdsteun aan de bestuurderszijde en veiligheidsgordels vanwege nieuwe veiligheidsvoorschriften. In juli, samen met wat letterlijk een facelift was (de voorbumper was nu hoger gemonteerd), steeg het vermogen van de lichtste motor tot 26 pk en werd een relatief luxe "Custom"-versie aan de bovenkant van de serie toegevoegd. De achterlichten werden ook enigszins vergroot. Een elektrische versie genaamd de Fellow Van EV ging in september 1969 in de verkoop.
In april 1970 werd de voorwielaangedreven Fellow Max (interne typeaanduiding L38) geïntroduceerd om de Fellow met achterwielaandrijving te vervangen. Dit model werd vanaf 1977 Daihatsu Max Cuore genoemd.
In productie:
Copen ·
Cuore ·
Hijet ·
Materia ·
Sirion ·
Terios ·
Trevis
Concepts:
Mud Master C
Niet meer in productie:
Applause ·
Charade ·
Charmant ·
Consorte ·
Compagno ·
Fellow ·
Feroza ·
Gran Move ·
Max Cuore ·
Move ·
Rocky ·
Taft ·
Valéra ·
YRV